# Historia Langobardorum
Historia Langobardorum ali  Historia gentis Langobardorum (slovensko: Zgodovina Langobardov)  je najpomembnejše delo langobardskega benediktinca Pavla Diakona. Napisana je bila v letih 787 do 796, verjetno v samostanu Monte Cassino.
Zgodovina v šestih knjigah ni popolna in pokriva obdobje od njihovega mitološkega izvora do smrti kralja Liutpranda leta 743. Vsebuje veliko pomembnih podatkov o Bizantinskem cesarstvu, Frankih in Slovanih. Napisana je v duhu langobardskega patriota in je posebej dragocena zaradi opisa odnosov med Langobardi in Franki. Primarni viri za Pavlovo pisanje so bili Origo gentis Langobardorum (Izvor Langobardov), Liber pontificalis, izgubljena zgodovina Sekunda Trentskega in izgubljeni Beneventski letopisi. Uporabil je tudi dela Bede Častitljivega, Gregorja Tourskega in Izidorja Seviljskega.

| Deinde ordinatus est aput Foroiuli dux Wechtari, qui fuit oriundus de Vincentina civitate, vir benignus et populum suaviter regens. Hunc cum audisset Sclavorum gens Ticinum profectum esse, congregata valida multitudine, voluerunt super Foroiulanum castrum inruere; et venientes castrametati sunt in loco qui Broxas dicitur, non longe a Foroiuli. — Paulus Diaconus, Historia Langobardorum, Liber V | Tako se začenja poglavje, v katerem Pavel Diakon opisuje dogodek, ki se je zgodil leta 670, ko je slovansko ljudstvo (“Sclavorum gens”) zvedelo za začasno odsotnost čedadskega vojvode Wehtari-ja (“dux Wechtari”), se zbralo v velikem številu, hotelo napasti Čedadsko trdnjavo (“super Foroiulanum castrum inruere”), in se utaborilo v kraju imenovanem Broxas, nedaleč od Čedada (“non longe a Foroiuli”)… |

## Prepisi
Študija Laure Pani iz leta 2000 je pokazala, da se je ohranilo  115 prepisov Pavlove Zgodovine. Njihova številčnost in razširjenost kažejo, da je bila v srednjem veku v zahodni  Evropi zelo priljubljena. Več kot dvajset prepisov datira v 8. do 11. stoletje, drugih več kot osemdeset  pa je bilo napisanih kasneje.
Povezave med rokopisi je preučil Georg Waitz, ki je leta 1876 prepoznal enajst različnih družin Historiae Langobardorum. Najstarejši rokopis je Asiški palimpsest, napisan v uniciali proti koncu 8. stoletja, se pravi kmalu potem, ko je bila Zgodovina dokončana.  Palimpsest je daleč od popolnega, saj vsebuje samo dele II. in V. knjige Pavlove Zgodovine. Najstarejši popoln prepis je Codex Sangallensis 635, napisan v 8. do 10. stoletji, katerega je Waitz označil z F1. Waitz trdi, da je najbolj verodostojen, s čimer se Antonio Zanella in Dante Bianchi ne strinjata.
Pavlovo Zgodovino so na široko uporabljali kasnejši pisci. Prvič je bila natisnjena v Parizu leta 1514. Med  tiskanimi izdajami je najbolj avtoritativna tista, ki sta jo uredila  Ludwig Konrad Bethmann in Georg Waitz in jo objavila v Monumenta Germaniae Historica. Scriptores rerum langobardicarum et Italicarum v  Hanovru leta 1878).

## Slovenski prevod
Latinsko besedilo s slovenskim prevodom je leta 1988 izdala Založba Obzorja:
- Pavel Diakon/Paulus Diakonus: Zgodovina Langobardov/Historia Langobardorum. Prevajalci: Fran Bradač, Bogo Grafenauer in Kajetan Gantar. Založba Obzorja, Maribor, 1988. COBISS.SI-ID 3950592.